# Aracia heterobranchiata
Aracia heterobranchiata är en ringmaskart som först beskrevs av Nogueira, López och Rossi 2004.  Aracia heterobranchiata ingår i släktet Aracia och familjen Sabellidae. Inga underarter finns listade i Catalogue of Life.